# Kognitiv terapi
Kognitiv terapi är en psykoterapiform som etablerades under 1960-talet och som koncentrerar sig på att belysa hur en patients mer eller mindre omedvetna medvetandemekanismer påverkar dennes tankar och känslor.

## Historik
Den kognitiva terapin fick sin form under 1960-talet av den amerikanske psykiatriprofessorn och psykoanalytikern Aaron Beck. Genom att observera hur deprimerade patienter tänker, upptäckte han gemensamma drag i form av automatiska tankar av negativt slag och systematiska feltolkningar av verkligheten. Denna insikt utgör grunden i terapin. Inspirerad av filosofer som Sokrates, Immanuel Kant och Seneca liksom av psykologer som Jean Piaget och Abraham Maslow, utarbetade Beck sin teori om hur vi påverkas av våra tankar. Sitt vetenskapliga genombrott fick den kognitiva terapin 1977, när en studie visade att den i vissa fall fungerade bättre än antidepressiva läkemedel.
1980- och 1990-talen innebar en vidareutveckling och en specialisering av den kognitiva terapin. Den har idag två huvudinriktningar, den ”konstruktivistiska” och den ”interpersonella”. Därtill har många idéer tagits från den kognitiva metoden och införlivats i en rad andra behandlingsmodeller, till exempel kognitiv beteendeterapi. I den konstruktivistiska metoden utgår man från patientens bakgrund och historia för att förstå hur hen tänker och varför. Den interpersonella modellen koncentrerar sig däremot på livets sociala aspekt, möten och relationer mellan människor, och försöker utifrån detta lösa patientens problem.
Den kognitiva terapin kom till Sverige på 1980-talet genom Carlo Perris, dåvarande professor i psykiatri vid Umeå universitet, och har sedan dess åtnjutit en ökande popularitet som behandlingsform.

## Kognitiv teori
Den kognitiva teorin utgår från att psykologiska störningar härrör från ett dysfunktionellt tänkande eller en dysfunktionell arbetsmodell. En dysfunktionell arbetsmodell präglas ofta av negativa tankar och känslor. För att förstå hur man skall gå tillväga för att behandla detta, använder man begreppet kognition.
Kognitioner består både av kognitiva strukturer (tankar, minnen, bilder…) och kognitiva processer (uppmärksamhet, bedömning av situationer …). Dessa är intimt länkade till känslorna som ger våra intryck en mening. Den kognitiva teorin påstår, att vi inte kan ta itu med alla de sinnesintryck vi får samtidigt, och att de kognitiva strukturerna därför fungerar som ett slags filter. Detta går dock inte i linje med hur vi kan påverkas subliminalt och primas genom att hjärnan bearbetar mycket mer än vi är medvetna om.  
Genom kognitiv terapi försöker man förändra en dysfunktionell arbetsmodell, det vill säga ”reparera” medvetandefilter som sållar bort fel sinnesintryck, tankar med mera.  För att effektivt kunna hitta problemen har man delat in begreppet kognition i tre lager. Det saknas dock stöd för att det är så det ser ut i verkligheten.
Kärnan i kognitionerna består av det man kallar scheman eller grundantaganden. Dessa är inlärda uppfattningar av jaget och omvärlden. Grundantagandena är ofta ”svarta eller vita”, det vill säga de är övergeneraliserande och använder orden ”alltid” eller ”aldrig”. Eftersom de är kopplade till vår identitet, har de drag av oföränderlighet som gör att de blir svåra att förändra. Om grundantagandena inte fungerar rätt, leder det ofta till att man missuppfattar situationer, ofta på ett negativt sätt. Detta kan leda till så kallade negativa automatiska tankar. Dock kan negativa tankar dyka upp för alla. 
Nästa lager kallas personliga livsregler, eller villkorliga antaganden, och består av attityder, regler och antaganden som har sitt ursprung i grundantagandena. Livsreglerna är ofta färgade av vår kultur och bakgrund, och det är de som reglerar hur grundantagandena uttrycks i de automatiska tankarna. En livsregel speglas ofta i de automatiska tankarna i form av villkorsregler som innehåller de imperativa orden måste, bör, och skall, till exempel ”Om jag inte är snäll kommer ingen att tycka om mig”. Man är oftast inte medveten om livsreglerna, utan erfar bara deras psykiska och fysiska konsekvenser. Det saknas dock stöd för att detta skulle stämma överens med verkligheten. 
De automatiska tankarna, också kallade den spontana inre dialogen, är kognitionernas yttre lager, den del som förmedlar de undre skiktens budskap. (Dock fungerar inte kognitioner i skick på detta sätt.) De är inte viljestyrda och kommer till uttryck i form av bilder, fantasier och tolkningar av händelser. Vi har alla i viss mån en spontan inre dialog, även om många inte är medvetna om detta; de automatiska tankarna ligger nämligen på gränsen till det omedvetna. Detta gör att de automatiska tankarna, trots att vi inte uppmärksammar dem, ger underlag för snabba beslut. De automatiska tankarna är oftast negativa och övergeneraliserande, till exempel ”Jag misslyckas med allting”. Detta leder till att de påverkar våra känslor, vilket i sin tur leder till att våra tankar blir negativa. Denna process blir lätt en ond cirkel, vilken kan orsaka djupa depressioner om den får verka tillräckligt länge. En uppgifterna för en kognitiv terapeut är därför att medvetandegöra den inre dialogen hos patienten. När detta är gjort blir det mycket enklare att förklara dennes känslor och beteenden. Dock saknas det stöd för att detta fungerar i praktiken.
Har man dysfunktionella scheman är det lätt att påverkas av olika tankeförvrängningar. Dessa kan leda till att vi missuppfattar situationer, på grund av att tankeförvrängningarna leder till ologiska slutsatser och ett känslomässigt resonerande. Några exempel på tankefällor är att man filtrerar bort det som är positivt i en situation och endast ser det negativa – ”av alla i gruppen var det en som ogillade min arbetsprestation, alltså är jag misslyckad”. En annan sådan förvrängning är att man ser sig personligt ansvarig för sådant som inte står under ens kontroll – ”Festen blev misslyckad på grund av mig.”

## Kognitiv metod och behandling
Det terapeutiska arbetet vilar på relationen mellan terapeut och patient. Dessa två fungerar som jämbördiga parter som samarbetar likt två vetenskapsmän med patientens problem i vad som skulle kunna kallas för kollaborativ empirism. I denna allians har terapeuten kunskaperna om den kognitiva terapin medan patienten har kunskapen om sig själv och sina symptom. Steg för steg undersöks patientens (negativa) inre dialog samtidigt som denne lär sig att identifiera sina dysfunktionella scheman utifrån tidigare erfarenheter. Detta förfarande är en hjälp till självhjälp och målet är att patienten till slut skall kunna förstå sig själv på ett sådant sätt att han eller hon kan bli sin egen terapeut och behandla sig själv enligt den kognitiva modellen. Detta riskerar dock att övergå i det kognitiva uppmärksamhetssyndromet och då förvärra det negativa tillståndet.
Terapeutens roll är att hjälpa patienten att komma i kontakt med sina tankar och känslor. Beck kom fram till att en terapeut som hör, ser och bekräftar gör att patienten lättare kommer i kontakt med sina tankar och känslor och kan uttrycka dem på ett bättre sätt. Det är alltså av stor betydelse att terapeuten arbetar empatiskt och lyssnar aktivt. Detta är dock inte speciellt för kognitiv terapi utan gäller även för alla psykoterapier. 
I början av en terapi utarbetar man en så kallad konceptualisering. Den är själva hjärtat i terapin, utifrån vilket förbättringsarbetet utgår. Konceptualiseringen är en organiserad beskrivning av patientens situation som också innefattar hypoteser om de processer som ligger bakom denna och som vidmakthåller patientens problem. Utifrån denna kartläggning av patientens liv och problematik kan patienten och terapeuten tillsammans utforma behandlingen samt gå tillbaka till den eller modifiera den när nya data upptäcks under arbetets gång. På så sätt gör man terapin mera lättillgänglig och begriplig för patienten. Varje terapisession är därtill strukturerad, i och med att man börjar varje möte med att tillsammans upprätta en agenda över vad som skall tas upp. Detta gäller dock även för KBT och är inte speciellt för kognitiv terapi.
Ett av terapeutens viktigaste verktyg är den så kallade sokratiska metoden. Detta sätt att resonera härstammar från den grekiske filosofen Sokrates som ansåg att en människa besitter all kunskap i världen och behöver bara en god lärare som ställer de rätta frågorna för att hon skall ta fram den. Den sokratiska metoden går således ut på att hjälpa någon att gradvis ”föda fram det rätta svaret” genom att ställa frågor som riktar in personen på den rätta vägen. I terapin medför detta att patienten får ta en aktiv roll i sitt förbättringsarbete genom att terapeuten uppmuntrar denne att utnyttja sitt förnuft för att uppnå en självreflektion. Terapeuten samlar genom sina frågor in ett diskussionsunderlag utifrån vilket han eller hon tillsammans med patienten kan dra slutsatser och identifiera motsägelser. Denna teknik används av samtliga psykologer och är således inte speciell för kognitiv terapi.
Ett annat viktigt terapiredskap är ett protokoll för registrering av dysfunktionella tankar. I ett sådant skriver patienten ner de slutsatser han kommit fram till rörande sin inre dialog och de känslor och reaktioner som de utlöst. Genom att studera detta kan han eller hon förstå sambanden mellan tankar och känslor, beteende samt fysiologiska effekter. Utifrån protokollet kan sedan patienten försöka motbevisa orimliga antaganden genom att utföra hemuppgifter – till exempel får en deprimerad patient som antar att han misslyckas med allt, varje dag skriva upp något positivt som hänt. På så sätt kan patienternas negativa inre dialog medvetandegöras och förändras. Det saknas dock stöd för att detta skulle hjälpa verkliga patienter.
Den kognitiva teorin har än idag inte något som styrker dess validitet. Den får därför ses som en hypotes.

## Kognitiv beteendeterapi
Begreppet kognitiv beteendeterapi, eller KBT, har ofta kommit att betyda samma sak som kognitiv terapi. En skillnad är att det i KBT fokuseras mer på förändring av beteende genom lärande och träning, medan man i KT mer försöker uppnå insikt.

## Kritik
Self-Regulatory Executive Functioning-modellen (S-REF) är en modell som påstår att psykisk ohälsa är ett resultat av ett utdraget fokus på negativa tankar, att gå in i de negativa tankar som dyker upp spontant. (Negativa tankar dyker upp spontant hos de flesta människor.) Det har exempelvis visats experimentellt att ruminering försämrar en persons mående. Terapin som bygger på denna modell och ämnar att minska personers fokus på negativa tankar har även bäst behandlingsresultat hittills (även bättre än KBT), vilket skänker ytterligare stöd för att den bästa lösningen på psykisk ohälsa inte är att gå djupare in i negativa tankar. 